# Мюллер, Андреас Иоганн Якоб Генрих
Андреас Иоганн Якоб Генрих Мюллер (нем. Andreas Johann Jakob Heinrich Müller; 19 февраля 1811, Кассель, Гессен — 29 марта 1890, Дюссельдорф, королевство Пруссия) — немецкий живописец исторического жанра Дюссельдорфской школы. Член объединения «назарейцев» в Риме. Брат живописца Карла Мюллера.

## Биография
Андреас Мюллер был сыном придворного художника и директора картинной галереи в Дармштадте (Гессен) Франца Хуберта Мюллера (1784—1835). Родился 19 февраля 1811 года в Касселе, Вестфальское королевство. Его старшим братом был математик и физик Иоганн Генрих Якоб Мюллер, младшими братьями — гравёр Константин Мюллер и живописец Карл Мюллер. Андреас Мюллер окончил начальную школу в Дармштадте. Его отец в течение четырёх лет учил его основам рисунка и живописи. Затем Мюллер в 1833 году поступил в Мюнхенскую академию изобразительных искусств, где учился у Юлиуса Шнорр фон Карольсфельда и Петера фон Корнелиуса. Затем, чтобы углубить свои навыки в живописи, в следующем году он перешёл в Дюссельдорфскую академию искусств и занимался там под руководством Иоганна Шадова. Одним из его учителей там же был Карл Фердинанд Зон, создавший картину маслом «Мальчик с горы» по мотивам стихотворения Уланда — характерный образец искусства немецкого романтизма. Под влиянием знакомства с Эрнстом Дегером Мюллер обратился к написанию религиозных изображений.
Успешно проданные картины позволили ему вместе с Дегером осенью 1837 года поехать в Италию, где он присоединился к группе художников «назарейцев» в Риме и продолжил учёбу. В начале лета 1840 года он женился в Дюссельдорфе на Марии Катарине (1814—1883), дочери дюссельдорфского мастера-шорника Вильгельма Шведена (? —1866). После ещё двух лет проведённых в Риме, он с женой и старшим сыном Йозефом Марией Вильгельмом (родился 31 марта 1841 года в Риме) вернулся в Дюссельдорф.
С 1844 по 1850 год Андреас Мюллер работал вместе с Эрнстом Дегером, Иттенбахом и братом Карлом по заказу графа Франца Эгона фон Фюрстенберг-Штаммгейма работал над росписью Аполлинарискирхе в Ремагене, крупным произведением поздненазарейской живописи Дюссельдорфской школы.
В его задачу входило изобразить жизнь святого Аполлинария на четырёх больших стенах с восточной и западной сторон трансепта. Он также создал серию изображений святых покровителей Дома Фюрстенбергов, а также написал фигуры Святой Цецилии и псалмопевца Давида.
В 1855 году Андреас Мюллер был назначен профессором Дюссельдорфской академии искусств, работал преподавателем рисунка в начальных классах, хранителем художественной коллекции и преподавателем истории искусств. Мюллер выполнял многие заказы на алтарные картины и церковные росписи. Но преподавание в академии занимало большую часть его времени. Будучи куратором и экспертом в области истории графики, он написал эссе «Гравюры на меди Рафаэля из коллекции Королевской академии искусств в Дюссельдорфе, описанной куратором этой коллекции Андреасом Мюллером, художником-историком и королевским профессором в Дюссельдорфе» (Kupferstich von Rafael in der Sammlung der kgl. Kunstakademie zu Düsseldorf, beschrieben von dem Conservator dieser Sammlung, Andreas Müller, Historienmaler und kgl. Professor. Düsseldorf (Дюссельдорф, 1860).
В 1860-х годах принц Карл Антон фон Гогенцоллерн поручил ему оформление зала княжеского замка в Зигмарингене. В соавторстве с сыном Францем им было создано 24 изображения знаменитых немецких художников. Он отреставрировал несколько старых картин для принца Адольфа фон Шаумбург-Липпе. Среди них особенно успешной считается реставрация картины Питера Пауля Рубенса «Вознесение Марии», находившаяся в то время в Дюссельдорфе. Но ему не удалось завершить восстановление замковой капеллы в Бюкебурге. В 1881 году у него случился инсульт, в результате которого он был парализован и не мог говорить до самой смерти. Художник скончался 29 марта 1890 года.
Мюллер поддерживал Ассоциацию по распространению религиозных изображений (Verein zur Verbreitung religiöser Bilder) и, как художник-график, также создавал орнаменты для оформления книг. Он завоевал несколько наград (малую золотую медаль искусства, Пруссия; золотую медаль, Австрия) и был почётным членом академий в Вене, Амстердаме и Лиссабоне. Наполеон III удостоил его золотой табакеркой.